# Death in Soho
Death in Soho è il nono album in studio del gruppo musicale punk britannico 999, pubblicato nel 2007 da Overground Records.
Si tratta del primo materiale in studio edito dalla band da quasi dieci anni, ossia da Takeover del 1998. Il disco è stato ben accolto dalla critica, tanto che secondo All Music Guide «molte delle tracce potrebbero appartenere ad un album del gruppo dei tardi anni '70».

## Tracce
- Tutte le tracce scritte da Nick Cash e Guy Days, eccetto dove indicato.

1. Gimme the World - 2:22
2. The System - 3:02
3. Innocent - 4:08
4. Last Breath (Cash, Days, Labritain) - 3:18
5. 99 Days - 2:31
6. Rock 'N Roll World - 2:30
7. Get off the Phone - 3:04
8. Horror Story - 2:11
9. Stealing Beauty - 2:12
10. What Do You Know - 2:18
11. Deep Peace - 2:37
12. Too Much Money - 2:39
13. Life of Crime - 2:22
14. The Avenue - 3:10
15. Bomb You - 2:07

## Crediti[2]
- Nick Cash - voce, chitarra
- Guy Days - chitarra, voce
- Arturo Bassick - basso, voce d'accompagnamento
- Pablo Labritain - batteria, voce d'accompagnamento
- Pat Collier - ingegneria del suono